# 4326 McNally
4326 McNally (1982 HS1) là một tiểu hành tinh vành đai chính được phát hiện ngày 28 tháng 4 năm 1982 bởi Ted Bowell ở Flagstaff.